# 斯梅爾悖論

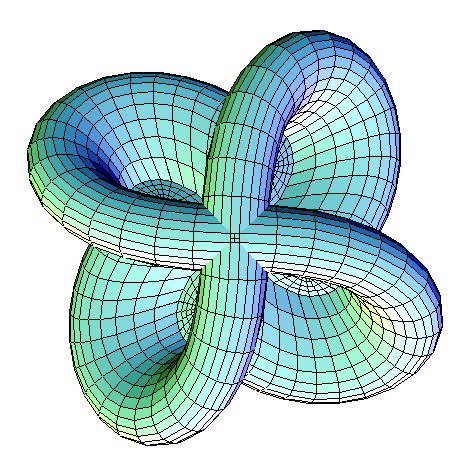
一 Morin曲面的俯視圖

差拓扑结构中，球面外翻（Sphere eversion）是指在三维空间中，將球面從內向外翻。值得注意的是，我們有辦法在不割開、撕裂或製造摺痕的前提下，連續且光滑地將球面由內向外翻（有可能產生自交）。 這對非数学家甚至是瞭解定期同伦的人來說都十分意外，并可以被视为一种真詭論：乍看下是假，實際上為真。
更準確地说，令
{\displaystyle f\colon S^{2}\to \mathbb {R} ^{3}}
為标准嵌入，則有一个定期同伦的浸入
{\displaystyle f_{t}\colon S^{2}\to \mathbb {R} ^{3}}
使得ƒ0 = ƒ 且 ƒ1 = −ƒ。

## 歷史
無摺痕球面外翻的存在性證明是由史蒂芬·斯梅爾於1957年率先完成。雖然已經有一些電腦動畫幫助人們想像，但很難提供這種翻轉的動畫片。第一个展示性的例子經過數位数学家的努力才完成，包括弗拉基米爾·阿諾爾德和盲人數學家伯纳德·莫兰。另一方面，证明这样的「翻轉」存在容易多了，这就是斯梅尔證明的事。
剛開始斯梅尔的博士指導老師拉乌尔·博特告诉他這件事显然是错误的(Levy 1995)。他的推論是，映射度的高斯映射必须保存在这种「翻轉」—特别地，這表示在R2沒有这种S1的翻轉。但在R3中， 嵌入f 和 −f對應的高斯映射 在 R3 都等于1，并且没有相反的符号作猜测。 所有 R3 中S2的浸入，它對應的高斯映射映射度都是1，所以没有問題。「真悖论」也许更适合用在这个级别：在斯梅尔的工作之前，没有任何嘗試論證或反正外翻 S2的紀錄，所以歷史上並沒有關於球面外翻的紀錄，只有第一次面對視覺化球面外翻的人，所留下對其精妙之處的讚揚。
進一步的一般化在h-原理。